# Кемере, Инара
Инара Кемере (латыш. Ināra Ķemere; 23 апреля 1939, Рига — 4 сентября 2013, Рига) — латвийский филолог-классик и переводчик.
Окончила историко-философский факультет Латвийского университета (1962), училась также в классе фортепиано Латвийской консерватории и в заочной аспирантуре Ленинградского университета по кафедре классической филологии (1971—1974). В дальнейшем около 40 лет преподавала латынь, древнегреческий язык и античную литературу в Латвийском университете.
Перевела на латышский язык «Никомахову этику» Аристотеля (1985), книгу Марка Аврелия «К самому себе» (1991) и ряд других сочинений. Работала над новым латышским переводом Библии в качестве консультанта по древнегреческому языку, сама перевела Книгу Есфирь, Послание Иеремии и ряд других разделов. Опубликовала также латышское переложение древнегреческих мифов (латыш. Sengrieķu mīti; 1998, совместно с Б. Цируле). Выступала как консультант по древнегреческому и латинскому языкам для латышских поэтов, переводивших античную и средневековую литературу, латвийских театров, ставивших античную драматургию, и т. д. В последние годы жизни работала над первым древнегреческо-латышским словарём, оставив незавершённую 2000-страничную рукопись. Памяти Кемере посвящено стихотворение Леона Бриедиса «Ave».